# Авангард (стадион, Мерефа)
«Авангард» — футбольный стадион в городе Мерефа Харьковской области.

## История
Стадион был построен бельгийскими хозяевами Мерефянского стекольного завода в 1912 году. Футбольное поле было сооружено по всем правилам и технологиям дренажной системы и покрытия, поэтому на протяжении XX века считалось одним из лучших в области.
Первый матч на стадионе состоялся летом того же года: встречались команды Мерефянского стекольного и Будянского фаянсового заводов. Главным арбитром был сын владельца Будянской фабрики — Кузнецов, член совета Харьковской коллегии судей в 1911 — 1917 годах.
В 1923 году стадион был реконструирован, а после окончания Великой Отечественной войны перестроен вновь и восстановлен как культурно-спортивный комплекс.
Мерефянское футбольное поле использовалось как штатное для подготовки команд мастеров к матчам в Харькове. С 1952 по 1964 годы на Мерефянском стадионе проводили предматчевые тренировки киевское «Динамо», московские «Спартак», «Динамо», «Торпедо», «Локомотив», «Динамо» Тбилиси, ленинградские «Зенит» и «Адмиралтеец», «Крылья советов» Куйбышев, СКА Ростов, «Пахтакор» и другие.
В 1952 году Мерефянский стадион видел самого Льва Яшина в официальном матче дублирующих составов.
В 1970-е на Мерефянском стадионе проводил календарные матчи дубль «Металлиста».
В середине 1990-х годов стадион был передан с баланса обанкротившегося стекольного завода на баланс Мерефянского горсовета, а футбольный клуб «Авангард» был вынужден сняться с чемпионата Украины и первенства области, и за неимением средств заявиться в чемпионат района. От стадиона остались только поле и кирпичная раздевалка довоенной постройки. Спортивное и архитектурно-парковое оборудование полностью исчезло.
В 2005 — 2008 годах здесь проводили весенние тренировки «Металлист» и «Гелиос», в апреле 2009 года тренировались львовские «Карпаты».
В данный момент разработан план реконструкции стадиона и восстановления спортивной инфраструктуры. С весны 2011 года проведена подготовка территории под строительство площадок для мини-футбола, тенниса, хоккея. Расчищена и ограждена территория. Модернизируются раздевалки. Капитально восстановлены душевые с горячей водой, санузел, баня, судейская.

## Расположение
Расположен рядом с вокзалом станции Мерефа, примыкает к территории стекольного завода.

## Интересные факты
Стадион «Авангард» в Мерефе является единственным стадионом в Харьковской области, оставшихся с дореволюционных времен, который используется по назначению.